# HMS Defence (1907)
Pour les autres navires du même nom, voir HMS Defence.
Le HMS Defence est un croiseur cuirassé britannique de la classe Minotaur construit pour la Royal Navy dans les années 1900. Il est le dernier croiseur cuirassé construit pour la marine britannique. Au déclenchement de la Première Guerre mondiale, il est stationné en Méditerranée, avant de participer à la poursuite du cuirassé allemand SMS Goeben et du croiseur léger SMS Breslau. Le Defence est transféré à la Grand Fleet en janvier 1915 et y est reste jusqu'à la fin de sa carrière.
Le Defence est coulé le 31 mai 1916 lors de la bataille du Jutland, la plus grande bataille navale de la guerre. Escortant le corps principal de la Grand Fleet, le navire essuie les tirs d'un croiseur de bataille allemand et de quatre cuirassés alors qu'il tente d'engager un croiseur léger ennemi endommagé. Il est frappé par deux salves qui détruisent son magasin arrière. L'incendie issu de cette explosion s'étend alors aux autres magasins secondaires du navire, qui explosent à leur tour et provoquent le naufrage du Defence. Il n'y a aucun survivant.

## Description

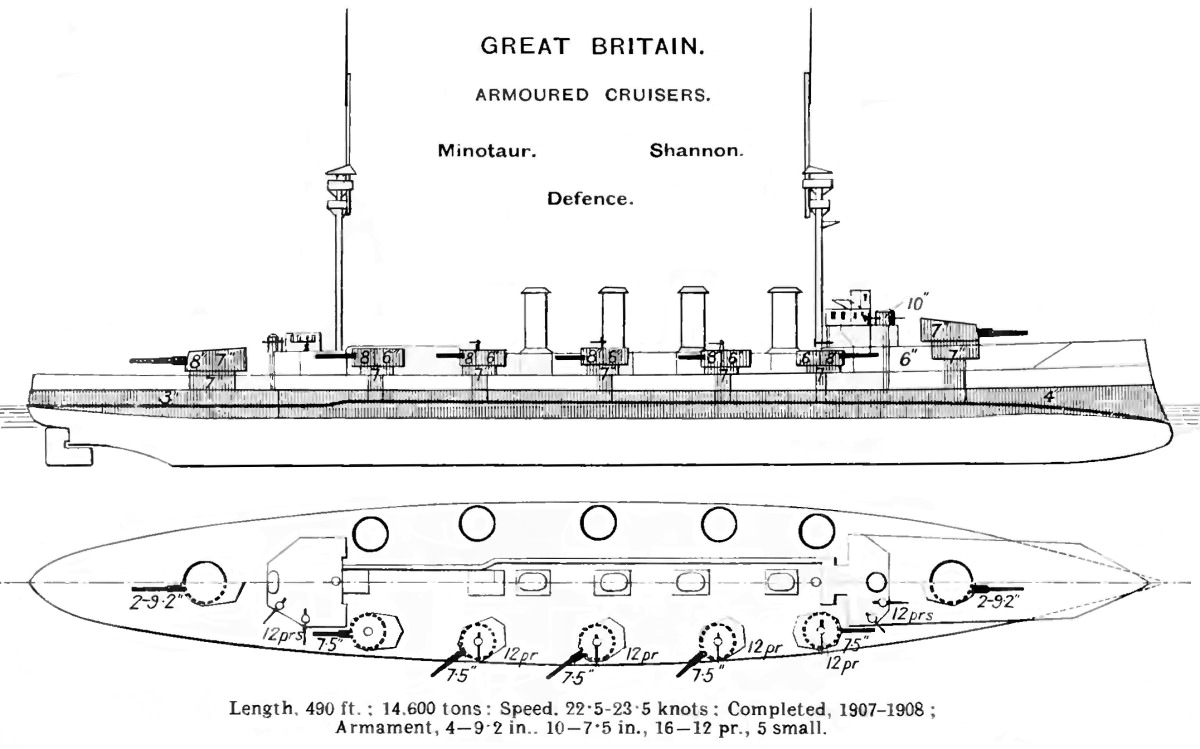
Plan des croiseurs cuirassés de la classe Minotaur. Les zones ombrées représentent le blindage.

Le HMS Defence déplace 14 800 tonnes à vitesse normale et 16 900 tonnes à pleine charge. Le navire a une longueur totale de 158,2 m, une largeur de 22,7 m et un tirant d'eau de 7,9 m. Le navire est propulsé par deux moteurs à quatre cylindres triple expansion entraînant chacun une hélice, qui permettent une puissance totale de 27 000 chevaux et une vitesse maximale de 23 nœuds (43 km/h). Les moteurs sont alimentés par 24 chaudières Yarrow. Le navire transporte un maximum de 2 090 tonnes de charbon ainsi que 760 tonnes de mazout. À pleine capacité, le Defence peut naviguer jusqu'à 8 150 milles nautiques (15 090 km) à une vitesse de 10 nœuds (19 km/h). Le navire est conçu pour transporter 779 hommes et officiers.
L'armement principal du navire se compose de quatre canons de 233,7 mm répartis en deux tourelles doubles, chacune d'elles à l'avant et à l'arrière. Son armement secondaire consiste en dix canons de 190.5 mm montés sur des tourelles simples. Le Defence dispose également de cinq tubes lance-torpilles de 450 mm immergées de part et d'autre de la coque, dont un à l'arrière.
Le blindage de la ligne de flottaison se compose d'environ 15,2 cm d'armure cimenté entre les tourelles avant et arrière de 190,5 mm, mais il est plus mince aux extrémités du navire. Les tourelles et les barbettes sont protégées par un blindage de 152  à   203 mm. L'épaisseur du pont inférieur est quant à elle entre 38 et 51 mm. Le blindage du kiosque comprend 254 mm d'épaisseur.

## Service

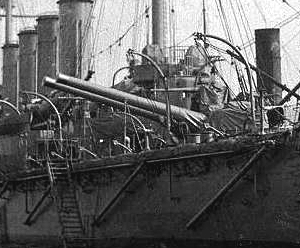
Vue détaillée du Defence montrant les canons de 233.7 mm.

Le Defence est construit dans le cadre du programme de construction navale de 1904 à 1905, comme le dernier des trois croiseurs cuirassés de la classe Minotaur. Il est mis sur cale le 22 février 1905 au chantier naval de Pembroke, au Pays de Galles. Il est baptisé le 27 avril 1907 et mis en service le 3 février 1909 au prix de 1 362 970 £. Le navire est brièvement affecté à la 5e escadre de croiseurs de la Home Fleet, jusqu'à ce qu'il soit transféré à la 2e escadre de croiseurs lorsque la Home Fleet est réorganisée le 23 mars 1909. Trois mois plus tard, le Defence est intégré à la 1re escadre de croiseurs. Il escorte le paquebot RMS Medina entre 1911 et 1912, lorsque le second navire sert de yacht royal pour le voyage du roi George V en Inde pour assister à la Delhi Durbar. Après être revenu à Plymouth au début de l'année 1912, le Defence est envoyé en Chine, où il est reste jusqu'en décembre, quand il reçoit l'ordre de rejoindre la 1re escadre de croiseurs de la Méditerranée en tant que vaisseau amiral.
Au début de la Première Guerre mondiale, le Defence est impliqué dans la poursuite des navires de guerre allemands Goeben et Breslau, mais le contre-amiral Ernest Troubridge décide de ne pas engager son navire face au Goeben à cause de l'armement et du blindage plus puissant de ce dernier, ainsi qu'à sa vitesse supérieure à celle du croiseur cuirassé. Il participe ensuite aux opérations des Dardanelles jusqu'à ce que le navire soit envoyé le 10 septembre en Atlantique Sud pour prendre part à la chasse de l'escadre du vice-amiral von Spee. L'ordre est annulé le 14 septembre lorsqu'il devient clair que l'escadre allemande est encore dans le Pacifique Est et le Defence retourne aux Dardanelles. L'Amirauté ordonne à nouveau au navire de rejoindre l'Atlantique Sud en octobre, afin d'intégrer l'escadre du contre-amiral Christopher Cradock qui recherche les navires allemands de von Spee. Le Defence, cependant, atteint le 3 novembre Montevideo en Uruguay, quand il apprend que la quasi-totalité de l'escadre de Cradock a été détruite deux jours auparavant à la bataille de Coronel. Le navire rencontre plus tard dans le mois les croiseurs de bataille HMS Inflexible et HMS Invincible, transfère son équipement radio à bord de ce dernier et part pour l'Afrique du Sud afin d'escorter un convoi de troupes en Grande-Bretagne. Le Defence quitte la baie de la Table, au Cap, le 8 décembre et rejoint la 1re escadre de croiseurs de la Grand Fleet à son arrivée.
Le Defence reçoit un canon antiaérien de 76,2 mm et un canon antiaérien de 47 mm Vickers en 1915 et en 1916. Le premier est monté sur une superstructure à l'arrière et le dernier sur le bastingage arrière.

### Bataille du Jutland

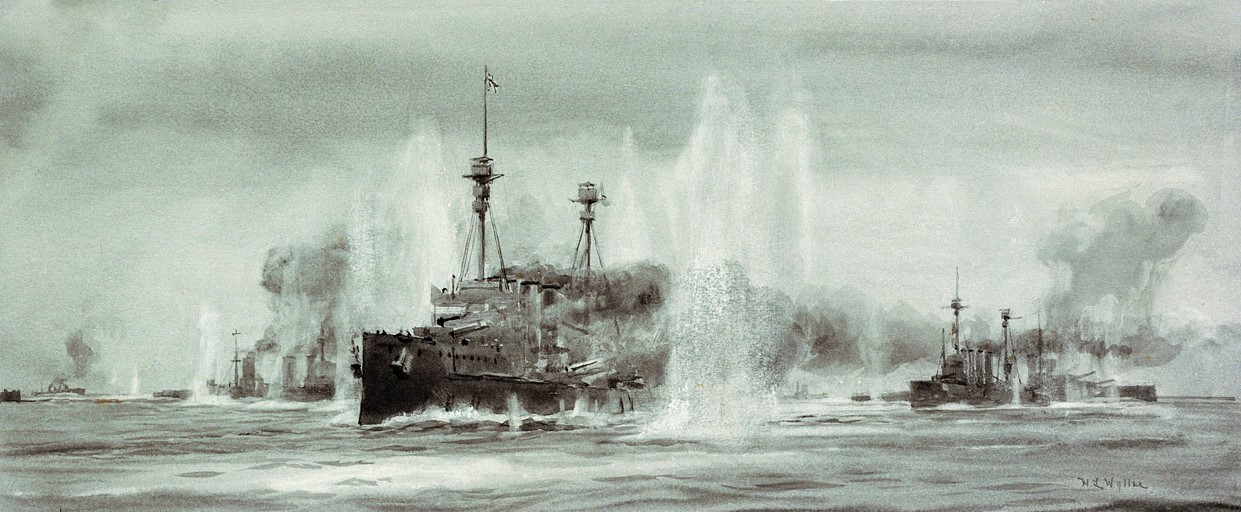
Les croiseurs cuirassés HMS Defence et HMS Warrior dépassant la ligne des croiseurs de bataille britanniques lors de la bataille du Jutland, le 31 mai 1916. Aquarelle de William Lionel Wyllie.

Le Defence participe à la bataille du Jutland, le 31 mai 1916, en tant que navire amiral du contre-amiral Sir Robert Arbuthnot qui commande la 1re escadre de croiseurs (en). Cette escadre forme l'avant-garde du corps principal de la Grand Fleet commandée par l'amiral John Jellicoe. Le Defence est juste à droite du centre de la ligne. À 17 h 47, le Defence et le HMS Warrior, les deux principaux bâtiments de l'escadre, repèrent une flottille de reconnaissance allemande et ouvrent le feu. Leurs tirs sont cependant trop courts et les deux navires font demi-tour, évitant de justesse le cuirassé HMS Lion, qui est contraint de virer de bord pour éviter une collision. Peu de temps après, ils repèrent les feux du croiseur SMS Wiesbaden, endommagé, et décident de lui porter le coup de grâce. À 6 h 5, lorsque les deux navires sont à environ 5 km du Wiesbaden, ils sont repérés à leur tour par le cuirassé allemand SMS Derfflinger et quatre autres navires de guerre qui sont situés à environ 7,3 km des deux vaisseaux britanniques. Le feu des navires allemands est nourri, et le Defence est frappé par deux salves qui causent l'explosion d'un magasin de munitions de 233,7 mm. L'incendie se propage aux magasins de 190,5 mm adjacents qui subissent le même sort,. Le navire explose à 6 h 20 et sombre avec la totalité de son équipage. Entre 893 et 903 hommes périssent.